# Biançon
Der Biançon (im Oberlauf auch: Camiole genannt) ist ein Fluss in Frankreich, der im Département Var in der Region Provence-Alpes-Côte d’Azur verläuft. Er entspringt beim Weiler Tansonive, im Gemeindegebiet von Mons, entwässert zunächst unter dem Namen Camiole Richtung Südost, erhält südlich von Montauroux sternförmig mehrere Zuflüsse, ändert hier seinen Namen auf Biançon, durchquert den Stausee Lac de Saint-Cassien, dreht dann auf Nordost und mündet nach insgesamt rund 25 Kilometern beim Weiler Chapelle de Saint-Cassien des Bois, im Gemeindegebiet von Tanneron, als rechter Nebenfluss in die Siagne.

## Orte am Fluss
(Reihenfolge in Fließrichtung)
- Callian
- Montauroux
- Saint-Cassien des Bois, Gemeinde Tanneron

## Sehenswürdigkeiten
Das Tal im Mündungsabschnitt des Flusses (unterhalb des Stausees) ist unter dem Namen Gorges de la Siagne als Natura 2000-Schutzgebiet unter dem Code FR9301574 registriert.